# In the Jungle Groove
In the Jungle Groove è un album compilation del musicista statunitense James Brown, pubblicato nell'agosto 1986 dalla Polydor Records.

## Il disco
Originariamente pubblicato per capitalizzare il successo e la popolarità di Brown nell'ambiente dell'hip hop dell'epoca, il disco include la prima pubblicazione su album del singolo Funky Drummer (1969), uno dei più campionati di sempre, insieme ad una selezione di brani precedentemente inediti, versioni alternative, e remix. La produzione della registrazioni originali fu di Brown, mentre delle versioni presenti in questa raccolta si occuparono Cliff White e Tim Rogers. Una compilation simile, Motherlode, fu pubblicata nel 1988.
Il titolo dell'album deriva da una canzone di Brown incisa in studio nell'agosto 1970.
In copertina una foto di James Brown in divisa da carcerato seduto in una cella con i muri pieni di graffiti.

## Accoglienza
| Recensione                    | Giudizio |
| ----------------------------- | -------- |
| AllMusic                      | [ 4 ]    |
| Encyclopedia of Popular Music | [ 5 ]    |
| Mojo                          | [ 6 ]    |
| Pitchfork                     | 8.6/10   |
| Rolling Stone                 | [ 8 ]    |
| The Rolling Stone Album Guide | [ 9 ]    |

In una recensione contemporanea, Richard Hallman di The Atlanta Journal-Constitution raccomandò l'album a "esperti e collezionisti", e scrisse che "dovrebbe essere preso in considerazione per l'acquisto solo da chi prende molto sul serio il proprio Padrino". Ken Tucker, scrivendo sul Chicago Tribune, elogiò la Polygram per il loro "ammirabile progetto di ristampa dell'affascinante musica incisa da Brown tra la fine degli anni sessanta e l'inizio dei settanta, quando scomparve dalle classifiche pop per registrare alcune delle sue più canzoni più funky". Egli citò la performance di Clyde Stubblefield in Funky Drummer come il punto forte della compilation e disse che l'album "serve per ricordare all'ascoltatore che, in aggiunta alla sua grandezza come cantante e innovatore ritmico, Brown è anche un eccezionale band leader". In the Jungle Groove venne votato quarta migliore ristampa del 1986 nell'annuale sondaggio del The Village Voice Pazz & Jop riservato ai critici.
In un articolo retrospettivo apparso sulla rivista Rolling Stone, Robert Christgau disse che, poiché gran parte del materiale incluso è disponibile nel cofanetto Star Time (1991), In the Jungle Groove è "solo per seri studiosi della materia e completisti". Douglas Wolk, scrivendo per Wondering Sound, disse che "ispirando un milione di campionamenti hip-hop" e includendo "pezzi funk incredibilmente intensi" tratti da un periodo in cui Brown e la sua band del 1970–71 stavano "incidendo alcuni dei migliori dischi per ballare di sempre", la raccolta è da considerarsi indispensabile. Nel 2000, la rivista Vibe incluse l'album nella sua lista dei 100 album essenziali del XX secolo. Nel 2003, Rolling Stone classificò l'album alla posizione numero 330 nella sua lista dei 500 migliori album di sempre, e alla numero 329 nell'aggiornamento del 2012 della stessa lista. In una recensione della ristampa dell'album, Brian James di PopMatters scrisse che In the Jungle Groove "necessitava" una ristampa "perché la musica ne guadagna", e concluse raccomandando il disco agli ascoltatori che sono interessati a James Brown o alla musica funk.

## Tracce
Lato 1
1. It's a New Day (Brown) – 6:15
2. Funky Drummer (Brown) – 9:13

Lato 2
1. Give It Up or Turnit a Loose (Remix) (Charles Bobbit) – 6:09
2. I Got to Move (previously unreleased) (Brown) – 7:12
3. Funky Drummer (Bonus Beat Reprise) (Brown) – 2:54

Lato 3
1. Talkin' Loud and Sayin' Nothing (Remix) (Brown, Bobby Byrd) – 7:40
2. Get Up, Get into It, Get Involved (Mono) (Brown, Byrd, Ron Lenhoff) – 7:05

Lato 4
1. Soul Power (Re-edit) (Mono) (Brown) - 8:07
2. Hot Pants (She Got to Use What She Got to Get What She Wants) (Brown) – 8:42

Bonus track ristampa 2003
1. Blind Man Can See It (Extended) (Brown) - 7:19